# La Solution Pinkerton
La Solution Pinkerton est le dixième album de la série de bande dessinée La Jeunesse de Blueberry de François Corteggiani (scénario), Michel Blanc-Dumont (dessin) et Claudine Blanc-Dumont (couleurs). Publié pour la première fois en 1998, c'est le premier du cycle des complots divers (quatre tomes).

## Résumé
À Savannah en Géorgie aux États-Unis, un comédien, Cohen, se plaint de sa situation : deux autres représentations ont été annulées à cause de la guerre de Sécession. Deux hommes viennent le voir pour lui demander de jouer le « rôle de [sa] vie » à Atlanta, là où se déroule des combats.
Sur le « front occidental », le général sudiste John Bell Hood, bien qu'il soit manchot et unijambiste, mène ses hommes avec fougue contre les soldats nordistes. Le général Sherman, nordiste, observe le déroulement d'une bataille et croit que les armées sudistes ont peu de chances de vaincre. Pourtant, l'un de ses généraux est tué lors de la bataille.
Dans la même région, Blueberry observe une maison « posée au sommet d'une colline ». Son supérieur, le capitaine Mason, veut savoir s'il est possible de l'attaquer : « Les sudistes tiennent bien leur position ». Plus tard, lorsque Blueberry refuse d'attaquer la maison, Mason le traite de « couard ». Pour démontrer le contraire, Blueberry enfourche un cheval et se précipite vers la maison, où il est reçu par des tirs. Les autres soldats nordistes interviennent et lui sauvent la vie in extremis.
La maison ayant été prise et des sudistes faits prisonniers, des soldats annoncent que « des cavaliers approchent ». Quelques instants plus tard, c'est plutôt « une voiture folle » qui débouche près d'eux. Blueberry parvient à sauter sur l'un des chevaux et arrête la voiture. Son seul passager est une femme qui affirme provenir de Washington.
À Washington, « trois semaines plus tôt », Allan Pinkerton discute avec deux notables d'une « solution […] définitive » à propos de certains généraux sudistes. Il propose que soit tué le général Hood dans un premier temps, mais n'explique pas en détail comment il compte s'y prendre. Leur conversation est épiée par un partisan des sudistes.
Près du front, Sherman fait connaissance de la femme que Blueberry a sauvée, Eleonore Mitchell, représentante du « Parti de la paix » désireuse de rencontrer le général Hood. Sherman désigne Blueberry pour l'accompagner à Atlanta. Il s'objecte, car il y est trop connu, mais Sherman le rassure en lui disant que Norton, un sudiste qui le déteste profondément, « a été renvoyé dans ses foyers » après son échec pour le capturer. Blueberry accepte la mission, espérant retrouver le sergent Grayson et Homer, prisonniers des sudistes.
Le général Hood accepte de rencontrer des émissaires. Blueberry et Mitchell se dirigent donc vers Atlanta en compagnie d'un sergent sudiste, Hatfield. Le soir, pendant que Blueberry observe les « bombardements des mortiers » contre Atlanta ordonnés par Sherman, Mitchell s'introduit dans sa chambre et les deux passent une partie de la nuit ensemble. Le lendemain, les deux visitent des hôpitaux et Blueberry tente de découvrir où se trouve le sergent Grayson. Alors qu'ils marchent dans un hôpital, Bowman, un tueur, reconnaît Blueberry : « Le diable me repropose de signer un pacte avec lui ». Plus tard, le sergent Hatfield annonce à Mitchell que le général Hood accepte de les recevoir.
Le soir, Blueberry et Mitchell discutent avec des notables d'Atlanta et des officiers sudistes, dont le général Hood. Après le repas, Hood invite Mitchell à discuter en tête à tête. Après quelques minutes, Blueberry, désireux de connaître le sort de Grayson et de Homer, approche du salon privé de Hood pour découvrir Mitchell poignardant à mort le général. Il tente de le protéger, mais Mitchell profite de son désarroi pour l'assommer et s'enfuir. Lorsque les officiers sudistes trouvent Blueberry dans le salon privé, ils le condamnent immédiatement comme assassin, mais le véritable général Hood apparaît. En effet, c'est le comédien Cohen qui se faisait passer pour lui. La femme est arrêtée, car Hood avait eu vent du complot qui se tramait.
Bien que l'innocence de Blueberry soit établie, Hood le fait arrêter pour avoir provoqué la destruction d'un entrepôt d'armes. Blueberry se défend, mais Bowman apparaît et un officier sudiste montre une affiche qui le réclame « Dead or alive » contre récompense. Blueberry est enfermé dans un camp pour « condamnés à mort », où il retrouve le sergent Grayson et Homer. Il y fait aussi connaissance d'un homme qui leur promet la liberté. Souhaitant s'échapper rapidement, les trois recourent à ses services et parcourent des égouts. Une fois sortis, ils se retrouvent face aux partenaires du « passeur » : ce sont tous des chasseurs de primes qui ramènent des prisonniers morts, prétendument évadés, contre récompense. Des soldats sudistes interviennent alors et abattent un des trafiquants, car ces derniers étaient surveillés depuis un moment.
Au matin, Blueberry est mené devant un peloton d'exécution : il s'agit d'une mise en scène destinée à l'affaiblir. En effet, le général Hood exige qu'il ramène, pour le compte de l'armée sudiste, « un millier de bêtes bien grasses » destinées aux nordistes. Blueberry accepte contre la vie de Mitchell, emprisonnée pour meurtre, et celle de Homer, blessé lors de l'évasion manquée. Cependant, il ignore que Mitchell s'est enfuie après avoir poignardé son geôlier. 

## Personnages principaux
- Blueberry : lieutenant de cavalerie nordiste mêlé malgré lui à une tentative d'assassinat[14].
- Eleonore Mitchell : employée d'Allan Pinkerton envoyée en mission pour tuer un général sudiste[14].
- général Hood : général sudiste[14].